# Steven Lysak
Stephen John "Steve" Lysak, född 7 augusti 1912 i Newark i New Jersey, död 30 juli 2002 i Yonkers, var en amerikansk kanotist.
Lysak blev olympisk guldmedaljör i C-2 10000 meter vid sommarspelen 1948 i London.